# Васильевка (Беляевский район, Оренбургская область)
Васильевка — село в Беляевском районе Оренбургской области России. Входит в состав Карагачского сельсовета.

## География
Село находится в центральной части Оренбургской области, в степной зоне, на берегах реки Карагач, на расстоянии примерно 13 километров (по прямой) к юго-западу от села Беляевки, административного центра района. Абсолютная высота — 232 метра над уровнем моря.
Климат
Климат характеризуется как резко континентальный, засушливый, с холодной малоснежной зимой и жарким сухим летом. Средняя температура воздуха для летнего периода — 21,2 °C (абсолютный максимум — 42 °С); для зимнего периода — −15,8 °C (абсолютный минимум — −44 °С). Среднегодовое количество осадков составляет 320 мм.
Часовой пояс
Село Васильевка, как и вся Оренбургская область, находится в часовой зоне МСК+2. Смещение применяемого времени относительно UTC составляет +5:00.

## История
Основано в 1917 году переселенцами из Украины. Впервые упоминается в 1923 году в Списке населённых мест Оренбургского уезда как населённый пункт в составе Беляевской волости.
В 1926 году упоминается как хутор Васильевский, в составе которого числилось 16 домохозяев и проживало 82 человека. В конце 1920-х — первой половине 1960-х годов Васильевка была известна под следующими названиями: посёлок фермы ОТФ совхоза «Приуральный», ферма совхоза «Моюлдинский», ферма № 2 совхоза им. 15 лет ОГПУ, ферма № 2 совхоза «Беляевский». Своё современное название село получило в 1966 году.

## Население
| 2010 |
| ---- |
| 177  |

Гендерный состав
По данным Всероссийской переписи населения 2010 года в гендерной структуре населения мужчины составляли 49,7 %, женщины — соответственно 50,3 %.
Национальный состав
Согласно результатам переписи 2002 года, в национальной структуре населения казахи составляли 43 % из 239 чел., русские — 26 %.